# Haakon Sörvik
Haakon Sörvik, född 31 oktober 1886 i Göteborg, död 30 maj 1970 i Göteborg, var en svensk gymnast.
Han blev olympisk guldmedaljör 1908 i trupptävling. I laget deltog bland annat Haakons bror Birger Sörvik och Gustaf Weidel.